# Gastronomía del País Vasco
La gastronomía del País Vasco  es el conjunto de tradiciones gastronómicas y recetas culinarias propio de esta región. Es muy amplia y variada, elaborada con ingredientes muy diversos, procedentes del mar Cantábrico (pescados y mariscos) y del interior (verduras, hortalizas, cereales, carnes, etc). En el País Vasco se ofrecen en bares y restaurantes los popularmente conocidos como pinchos, una tradición especialmente venerada en esta región, cuyos pinchos adquieren características y un arte especial. Por ello, el País Vasco es un destino de turismo gastronómico por excelencia.
El País Vasco es la segunda región de la península ibérica con más estrellas michelín, y cuenta con destacadas escuelas gastronómicas, como la de Luis Irizar, la Escuela de Hostelería Egibide-Mendizorrotza y la Escuela de Hostelería de Gamarra (Vitoria), la Escuela de Hostelería de Leioa, o la Escuela de Hostelería Aiala, avalada por Karlos Arguiñano.

## Ingredientes

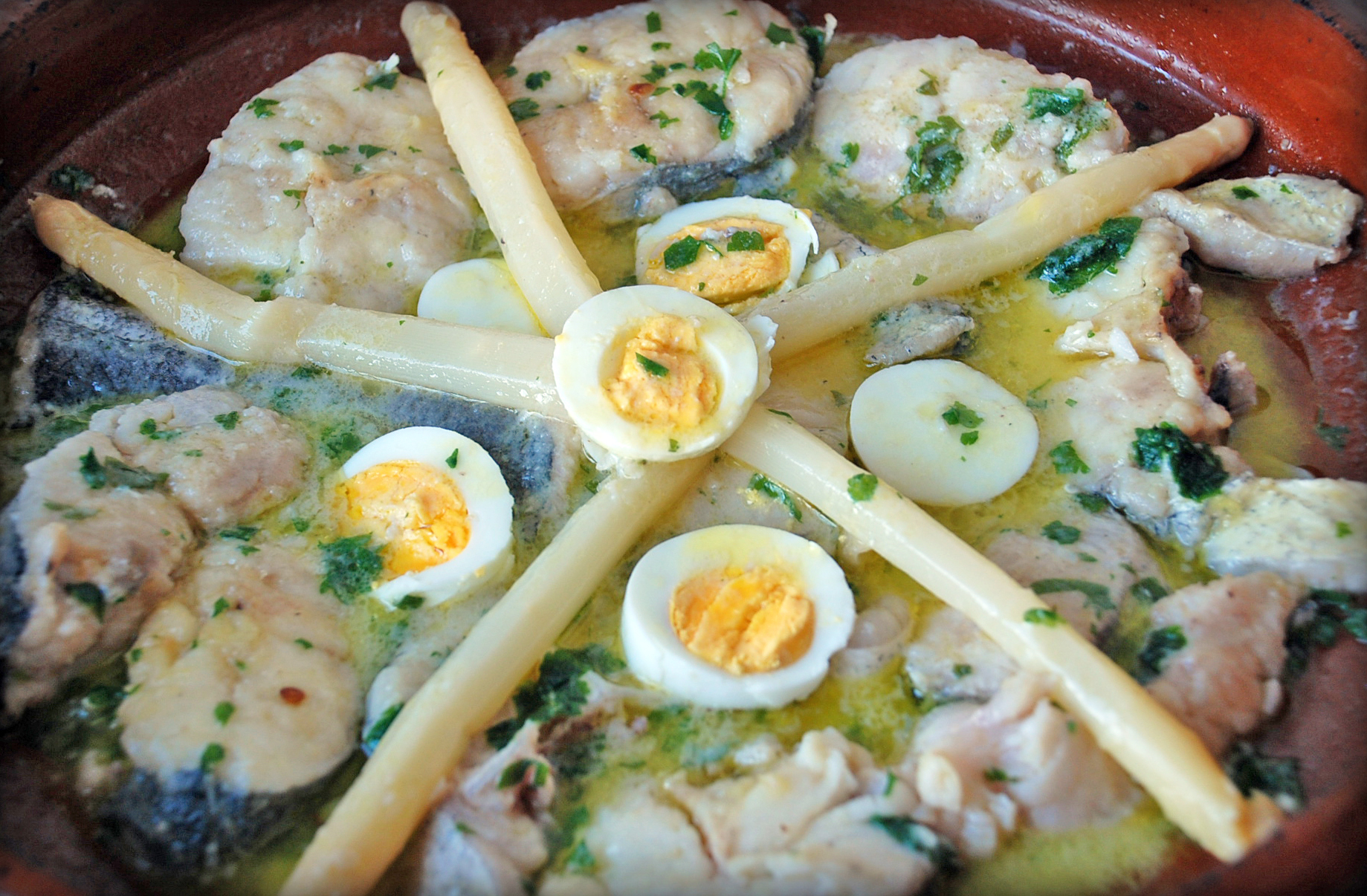
Merluza a la Koskera, también conocida como merluza en salsa verde o a la vasca.

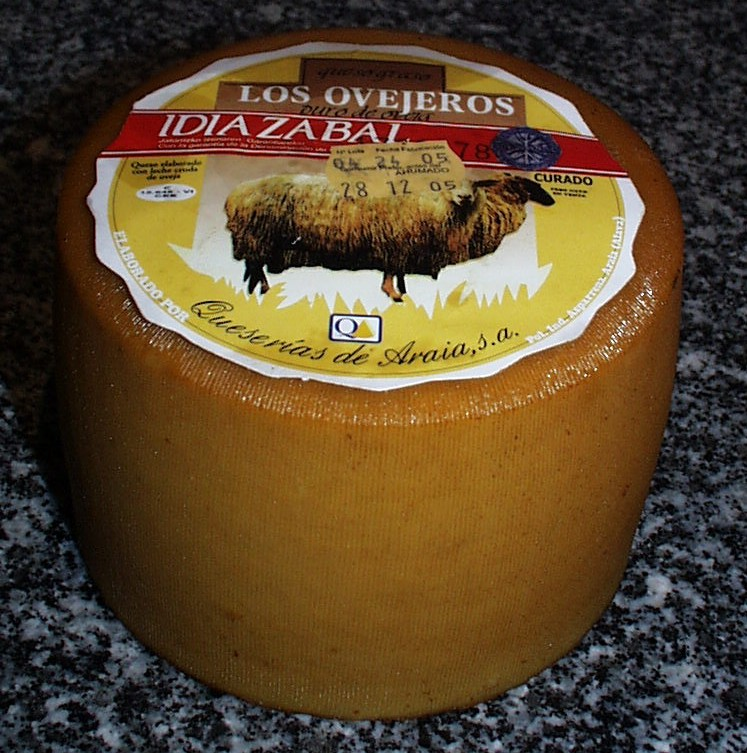
Queso de Idiazábal.

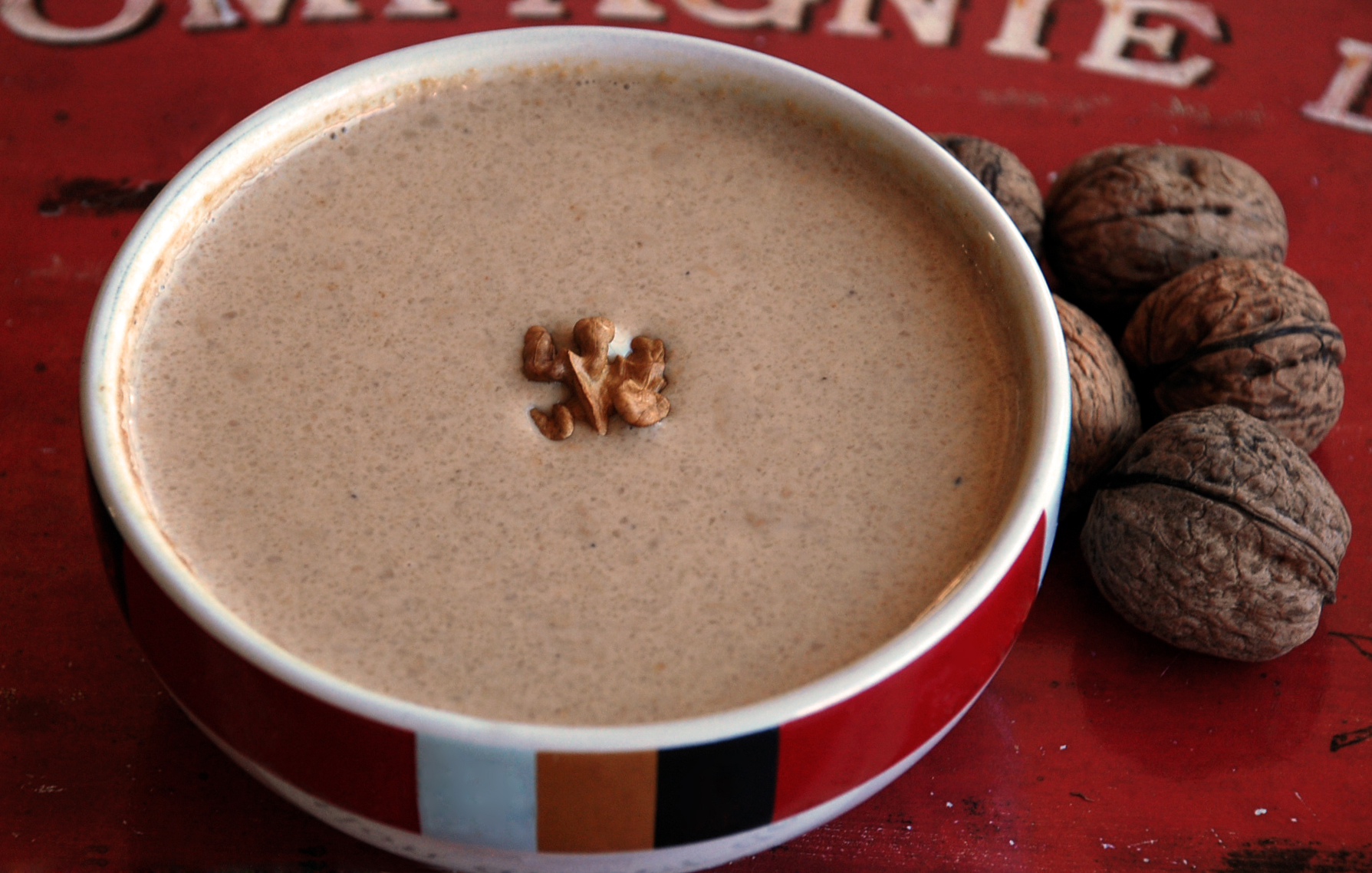
Intxaursaltsa. Postre típico vasco a base de nueces, leche, canela y azúcar.

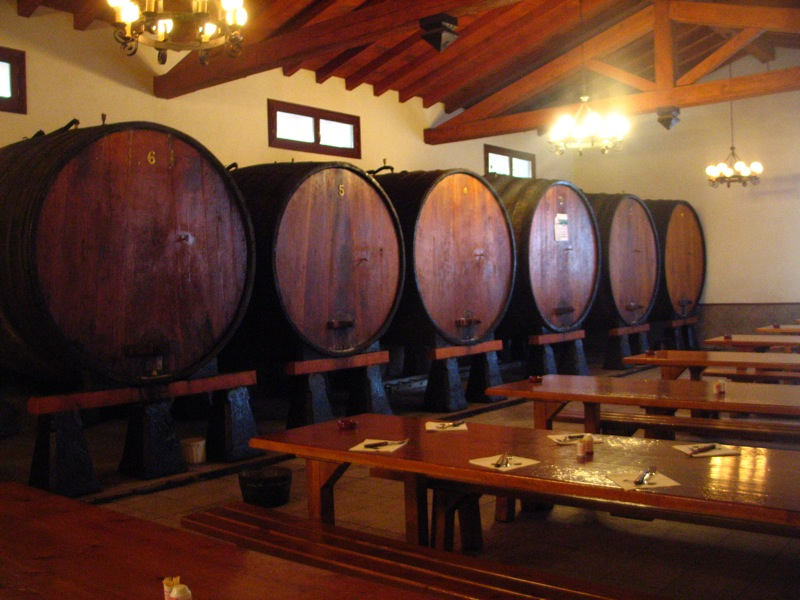
Sagardotegi o sidrería.

Los ingredientes de la cocina Española son muy abundantes y variados gracias a la riqueza y variedad piscícola del mar Cantábrico y a la abundancia de pastos en sus montes, que son favorecidos por las abundantes lluvias, lo cual facilita una ganadería de buena calidad. El clima suave del interior favorece el cultivo de hortalizas, así como la proliferación de abundante ganadería. Todo esto contribuye a las abundantes variaciones de cada uno de los platos típicos vascos.

### Verduras, hortalizas y frutas
De su amplia variedad destacan las alubias de Tolosa, los pimientos de Gernika con Eusko Label y las guindillas de Ibarra con Eusko Label. Algunos platos típicos como la porrusalda o el marmitako muestran la forma vasca de cocinar, donde se mezclan armónicamente tanto las verduras como el pescado.

### Postres
A base de leche y frutos de los frondosos bosques de la zona como las nueces. Destacan la Intxaursaltsa, la Goxua, el Pastel vasco y la Pantxineta.

## Pinchos
Un pincho (pintxo en euskera) es tradicionalmente una pequeña rebanada de pan sobre la que se coloca una pequeña ración de comida. Recibe su nombre porque tradicionalmente se sujetaba la comida al pan con un palillo, aunque no sea una característica obligatoria. También recibe el nombre de banderilla o tapa, aunque a diferencia de ésta, que suele incluirse en algunos bares al pedir la bebida, el pincho debe pedirse por separado. Los pinchos fríos son aquellos que generalmente están dispuestos sobre la barra del bar y el cliente los toma a voluntad o pide al camarero. Los pinchos calientes deben ser pedidos al camarero, quien los solicita a cocina para ser preparados o calentados al momento.
El pincho es muy típico en la gastronomía vasca, se suele tomar como aperitivo, acompañado habitualmente de un vaso de vino tinto (llamado chiquito) o de cerveza (llamado zurito). Es muy común en las tabernas del País Vasco, Cantabria, Navarra, La Rioja, en zonas de la provincia de Burgos como Miranda de Ebro y Burgos, y otras partes de España. Dada la fama que está adquiriendo esta forma de comer, cada vez son más las personas que deciden realizar su comida o cena a base de pinchos, alternando de bar en bar.

## Quesos
- Queso de Idiazábal, con denominación de origen.

## Bebidas tradicionales
- Calimocho.
- Pacharán.
- Chacolí.
- Irulegi, (Irouléguy) vino.
- Sidra del País Vasco (sagardoa).
- Izarra, licor.
- Pili, licor de la raíz de mandrágora.

También cabe destacar los vinos de la Rioja Alavesa (DO Rioja).